# Sternarchorhynchus hagedornae
Sternarchorhynchus hagedornae is een straalvinnige vissensoort uit de familie van de staartvinmesalen (Apteronotidae). De wetenschappelijke naam van de soort is voor het eerst geldig gepubliceerd in 2010 door de Santana & Vari.
De soort komt voor in Peru en Bolivia.